# Association sportive Tefana
L'Association section sportive Tefana football est un club polynésien basé à Faaa, sur l'île de Tahiti, en Polynésie française. Elle a été fondée le 11 mai 1933. Vainqueur du championnat polynésien en 2010, il a pris part pour la première fois de son histoire à la Ligue des champions de l'OFC lors de l'édition 2010-2011 et a été par la suite finaliste de l'édition 2011-2012.
Lors de la saison 2013-2014, elle dispose de sept catégories dont cinq équipes en U8, deux équipes en U10, deux équipes en U12, deux équipes en U14, une équipe en U16, une équipe en U20 ainsi que deux équipes en Seniors (Ligue 1 ainsi que la Ligue 2).
La saison 2014-2015, elle dispose de sept catégories dont six équipes en U7, quatre équipes en U9, quatre équipes en U11, trois équipes en U13, deux équipes en U15, une équipe en U18 ainsi que deux équipes en Seniors (Ligue 1 ainsi que la Ligue 2).
En 2012, elle signe un partenariat avec le club professionnel métropolitain de Saint-Étienne. Elle crée en même temps une section sportive, chargée de préparer l'élite du football polynésien. En 2012, la section sportive concernait les niveaux scolaires de la 6e à la 3e du collège Notre-Dame-des-Anges de Faa'a. En 2013, la section sportive s'étend à la seconde du lycée Paul-Gauguin de Papeete, puis en 2014 à la 1re.

## Palmarès
- Ligue des champions de l'OFC :
  - Finaliste : 2012

- Championnat de Polynésie (6) : 
  - Vainqueur : 2005, 2010, 2011, 2015, 2016, 2023

- Coupe de Polynésie (8) :
  - Vainqueur : 2004, 2007, 2008, 2010, 2011, 2012, 2014, 2017
  - Finaliste : 1997, 1999, 2012, 2013, 2015

- Coupe des Champions (2) :
  - Vainqueur : 2007, 2014
  - Finaliste : 2008